# Urva vitticollis
Urva vitticollis is een zoogdier uit de familie van de mangoesten (Herpestidae). De wetenschappelijke naam van de soort werd voor het eerst geldig gepubliceerd door Bennett in 1835.

## Voorkomen
De soort komt voor in het zuiden van India en Sri Lanka.